# SN 2000at
SN 2000at – supernowa odkryta 9 marca 2000 roku w galaktyce A145531-0153. W momencie odkrycia miała maksymalną jasność 20,60m.